# Sân bay Địch Khánh Shangri-La
Sân bay Địch Khánh Shangri-La (giản thể: 迪庆香格里拉机场; phồn thể: 廸慶香格里拉機場; bính âm: Díqìng Xiānggélǐlā Jīchǎng) là một sân bay ở Địch Khánh, tỉnh Vân Nam, Cộng hòa Nhân dân Trung Hoa (IATA: DIG, ICAO: ZPDQ). Sân bay này nằm ở tây nam Hương Cách Lý Lạp. Năm 1999 sân bay này được xây thành sân bay dân dụng, đạt cấp 4D, đường băng dài 3600 m. có thể phục vụ Boeing 757. Diện tích sân 23.400 m², có 4 vị trí đỗ máy bay. Nhà ga hành khách rộng 3073 mét vuông.

## Các hãng hàng không và các điểm đến
- China Eastern Airlines (Côn Minh, Lhasa, Thượng Hải-Phố Đông)
- China Southern Airlines (Quảng Châu)
- Shanghai Airlines (Côn Minh)